# Пробег на мира
Пробегът на мира (на немски: Friedensfahrt; на полски: Wyścig Pokoju; на чешки: Závod Míru) е международен многодневен ежегоден колоездачен пробег за аматьори, провеждан от 1948 до 2006 година, обикновено през май, най-често между Берлин, Варшава и Прага. Общата дължина е била от 1000 до 2000 километра, достигнала до 2568 километра през 1963 г.
Започва да се организира от вестниците „Трибуна люду“ (Варшава), „Руде право“ (Прага), „Нойес Дойчланд“ (Берлин) от 1948 г. с цел да се намали напрежението между народите от Централна Европа след Втората световна война. Първият пробег се състои от 2 разминаващи се пробега: Варшава – Прага (7 етапа, 1104 км) и Прага – Варшава (5 етапа, 842 км).
Става главното международно състезание по колоездене за спортистите от Източна Германия, Полша и Чехословакия и другите социалистическите страни в Европа, често участват и отбори от други държави. През Студената война е наричан „Tour de France на Източния блок“, както и „най-големият в света колоездачен пробег за аматьори“.
След разпадането на единния „социалистически блок“ (1989) Чехия поема организацията на пробега. До 1996 година той е само в границите на Чехия, а после се връща на пътищата на Германия и Полша. Пробегът бързо губи своето значение след Студената война.
За първи път е пропуснат през 2005 година, а през следващата 2006 година е проведен за последен път, с генерален спонсор компания „Шкода“. Последният пробег (8 етапа, обща дължина 1283 километра) се провежда от 13 до 20 май 2006 г., като започва от Линц (Австрия), прекосява Чехия и завършва в Германия, но не минава, както обикновено, през столиците на страните.
Най-успешни колоездачи са: Щефан Веземан от Германия – спечелил пробега 5 пъти, както и Ришард Шурковский от Полша и Уве Амплер (от ГДР/Германия) – спечелили го по 4 пъти. Густав Адолф Шур, спечелил пробега 2 пъти, е най-популярен спортист на ГДР през 1989 година. Българският колоездач Ненчо Христов печели пробега (Прага – Берлин – Варшава, 12 етапа, обща дължина 2220 километра) през 1957 година.
Победителите в пробега са 12 души от Източна Германия, 10 от Съветския съюз, по 7 от Полша и Обединена Германия, 5 от Дания, 4 от Чехословакия, 3 от Чехия, по 2 от Югославия, Франция, Италия, по 1 колоездач от Обединеното кралство, България, Нидерландия. В отборното класиране най-много победи имат отборите на СССР (20), ГДР (10), Полша (9), ЧССР (5).
Младежки пробег на мира е организиран през 1965 и 1966 година. Провежда се ежегодно след възобновяването му през 1974 година, дори след последния пробег за мъже (2006). Допълнително се провежда пробег на мира за младежи до 23 години от 2013 г.